# Vlag van de Oranje Vrijstaat
De vlag van de Oranje Vrijstaat werd op 28 februari 1856 officieel goedgekeurd, sinds 31 mei 1902 is deze vlag niet meer officieel. Hierna wordt deze vlag werd vervangen door de vlag van de Oranjerivierkolonie.

## Geschiedenis
Toen de Oranje Vrijstaat in februari 1854 een onafhankelijke republiek werd, hees de regering een rood-wit-blauwe vlag. Details over het exacte ontwerp zijn verloren gegaan, maar het was waarschijnlijk vergelijkbaar met de eigentijdse vlag van Nederland. Het was duidelijk bedoeld als een tijdelijke vlag, want de eerste staatspresident, Josias Philip Hoffman, vroeg koning Willem III van Nederland (r. 1849-1890) om de nieuwe staat die de naam van de Nederlandse koninklijke familie droeg een vlag en wapenschild te geven. De koning stemde hiermee in.
De Hoge Raad van Adel ontwierp een vlag en een wapen. Deze arriveerden in januari 1856 in de Oranje Vrijstaat en de Volksraad besloot op 28 februari 1856 dat "het ontwerp van de door de Koning der Nederlanden gezonden vlag zal worden aangenomen". De vlag werd een jaar later officieel in gebruik genomen, op 23 februari 1857, de derde verjaardag van de republiek.
Het werd gebruikt tot het einde van de republiek op 31 mei 1902.
De vlag werd later opgenomen in het ontwerp van de nationale vlag van Zuid-Afrika (van 1928 tot 1994) en gebruikt door het Oorlogsmuseum van de Boerenrepublieken en het Voortrekkermonument.
De vlag komt ook voor in de videoclip van het Afrikaans nummer De la Rey van Bok van Blerk.

## Beschrijving
De vlag bestond uit zeven horizontale banden van 4 witte en 3 oranje, met een Nederlandse vlag in het kanton.